# Fosse de la Bleuse Borne
Pour les articles homonymes, voir Bleuse.
La fosse de la Bleuse Borne, anciennement Saint-Léonard ou Bleuse Nord, de la Compagnie des mines d'Anzin est un ancien charbonnage du Bassin minier du Nord-Pas-de-Calais, situé à Anzin. La fosse est commencée en 1783, l'épuisement réalisé est tel qu'il assèche les puits des environs et les fossés de la citadelle de Valenciennes. Les terrils nos 189, 189A, 189B et 218 sont édifiés à proximité de la fosse au fil des décennies. Des corons, puis des cités, sont construits. Elle est mise en communication avec les fosses La Cave et Saint-Louis, puis Thiers. Elle cesse d'extraire le 16 février 1935. Elle est alors la fosse ayant le plus produit de la compagnie.
La Compagnie des mines d'Anzin est nationalisée en 1946, et intègre le Groupe de Valenciennes. Des habitations sont construites à proximité de la fosse. Celle-ci sert à l'aérage jusqu'en 1953, date à laquelle le puits est remblayé. La plupart des installations ont été détruites.
Une maison d'accueil spécialisée s'installe sur le carreau de fosse. Un sondage de décompression S10 est entrepris en 1991. Au début du XXIe siècle, Charbonnages de France matérialise la tête de puits de la Bleuse Borne, il ne subsiste que quelques vestiges de la fosse. Les terrils sont des espaces boisés, et les cités ont été rénovées. La cité pavillonnaire du Mont de la Veine, la cité moderne du Moulin et les terrils nos 189A et 189B ont été classés le 30 juin 2012 au patrimoine mondial de l'Unesco.

## La fosse

### Fonçage
La fosse de la Bleuse Borne est initialement nommée Saint-Léonard, et Bleuse Nord. Elle est ouverte à partir de 1783 par la Compagnie des mines d'Anzin à Anzin, à 1 190 mètres au nord-nord-est de la fosse du Pavé, le long de la même route. Quatre puits avaient été creusés sans succès dans les environs.

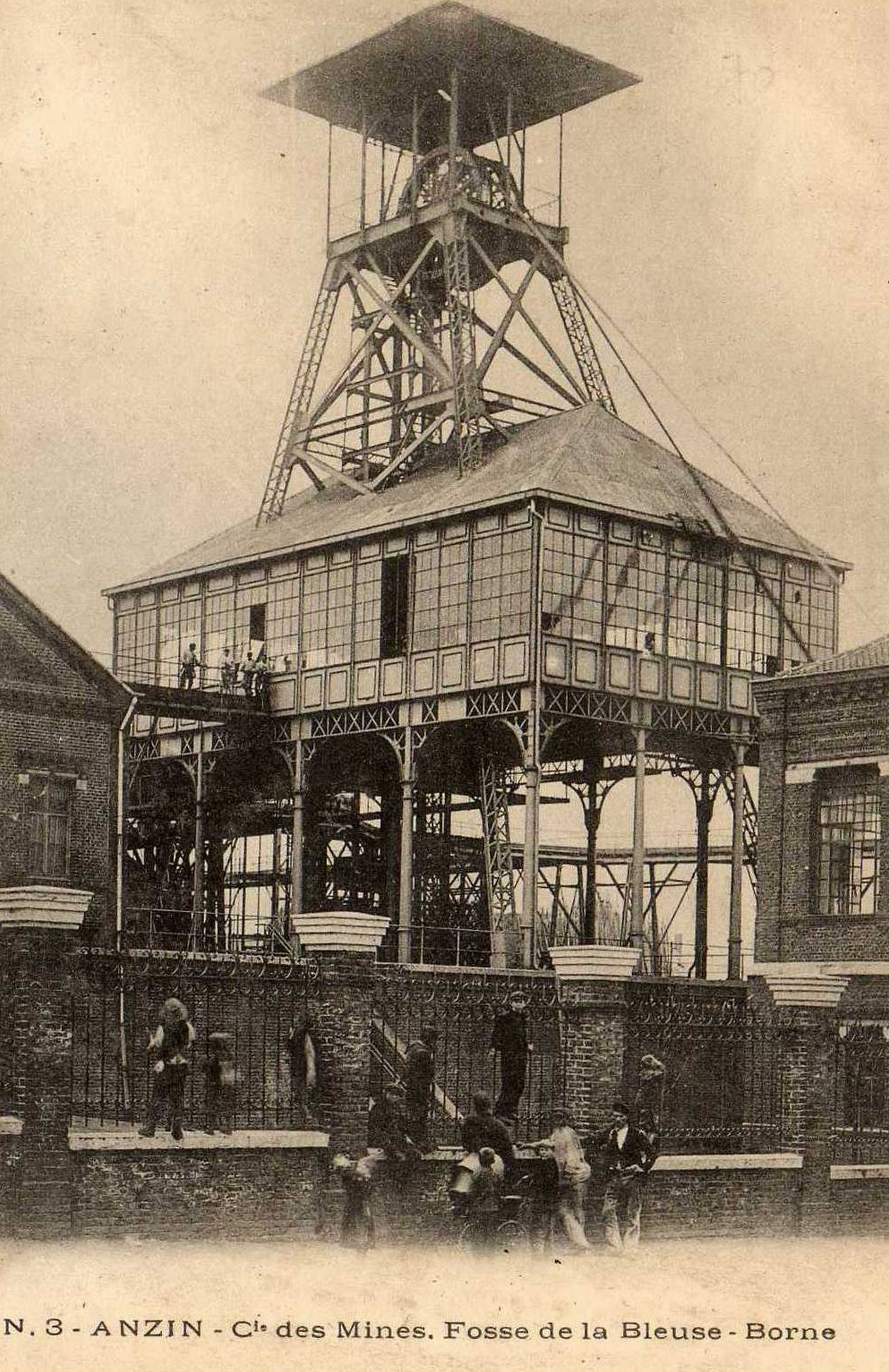
Le chevalement.

Le fonçage est très difficile, trois ans sont nécessaires pour traverser le niveau des eaux. Leur épuisement est si conséquent que les puits des environs sont mis à sec, ainsi que les fossés de la citadelle de Valenciennes. Le terrain houiller est atteint à la profondeur de 78 mètres.

### Exploitation
Le charbon est découvert à la profondeur de 85 mètres. La fosse de la Bleuse Borne est reliée aux fosses La Cave, Saint-Louis, et bien plus tard avec la fosse Thiers.
Après avoir remonté 8 830 000 tonnes, la fosse la plus productive de l'Établissement d'Anzin cesse d'extraire le 16 février 1935, chiffre calculé à partir de 1807.
La Compagnie des mines d'Anzin est nationalisée en 1946, et intègre le Groupe de Valenciennes. La fosse est conservée pour assurer l'aérage, notamment celui de la fosse Thiers. Le puits Bleuse Borne, profond de 604 mètres, est remblayé en 1953.

### Reconversion
Une maison d'accueil spécialisée s'installe sur le carreau de fosse. Un sondage de décompression S10 est entrepris du 29 mars au 31 mai 1991 à 90 mètres à l'ouest du puits. D'un diamètre de 19,4 centimètres, il a atteint la profondeur de 130,30 mètres,.
Au début du XXIe siècle, Charbonnages de France matérialise la tête de puits Bleuse Borne. Le BRGM y effectue des inspections chaque année. Il subsiste le mur d'enceinte, le mur du bâtiment de la machine d'extraction, et une partie des bains-douches.

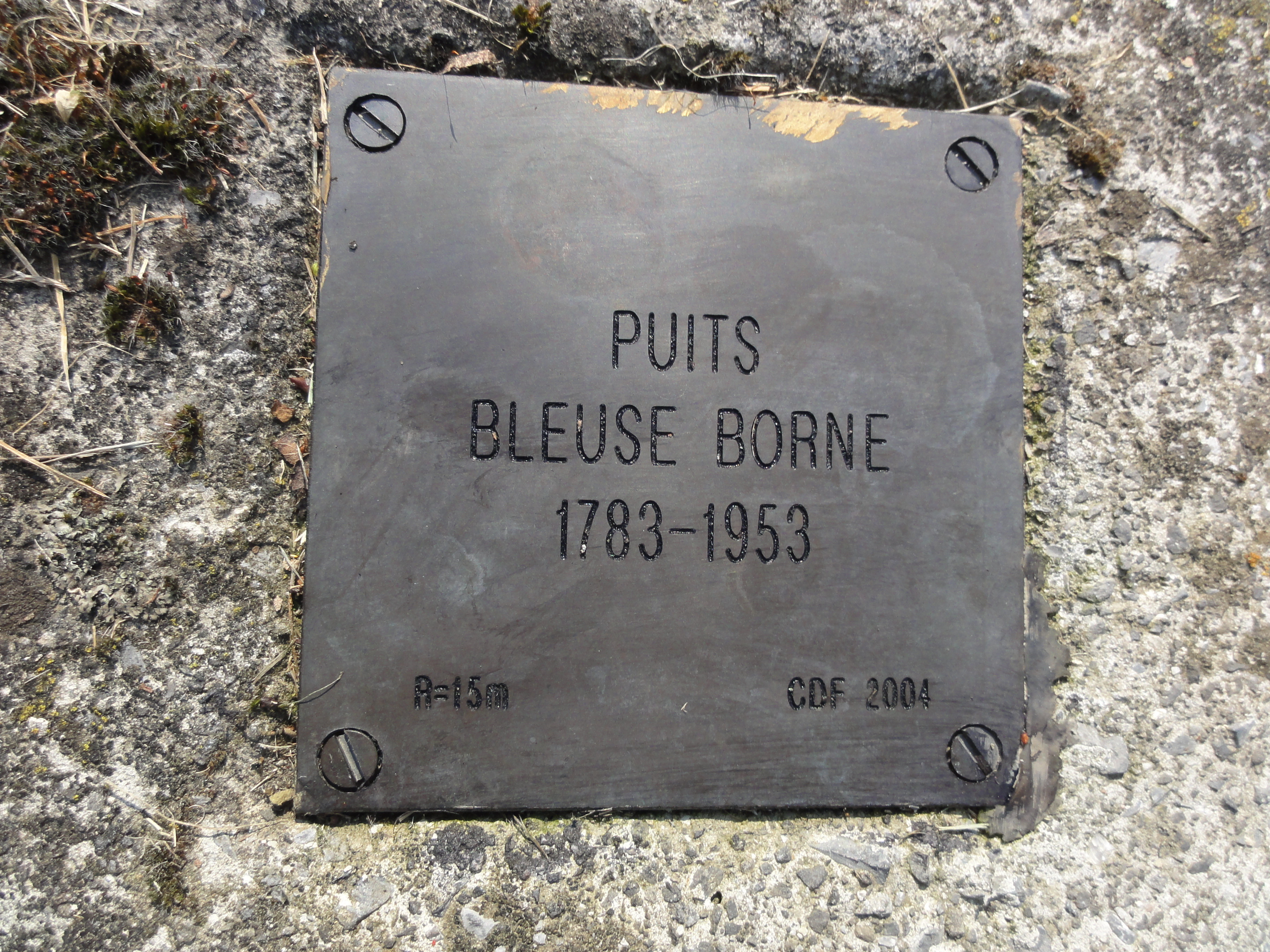
Puits Bleuse Borne, 1783-1953.
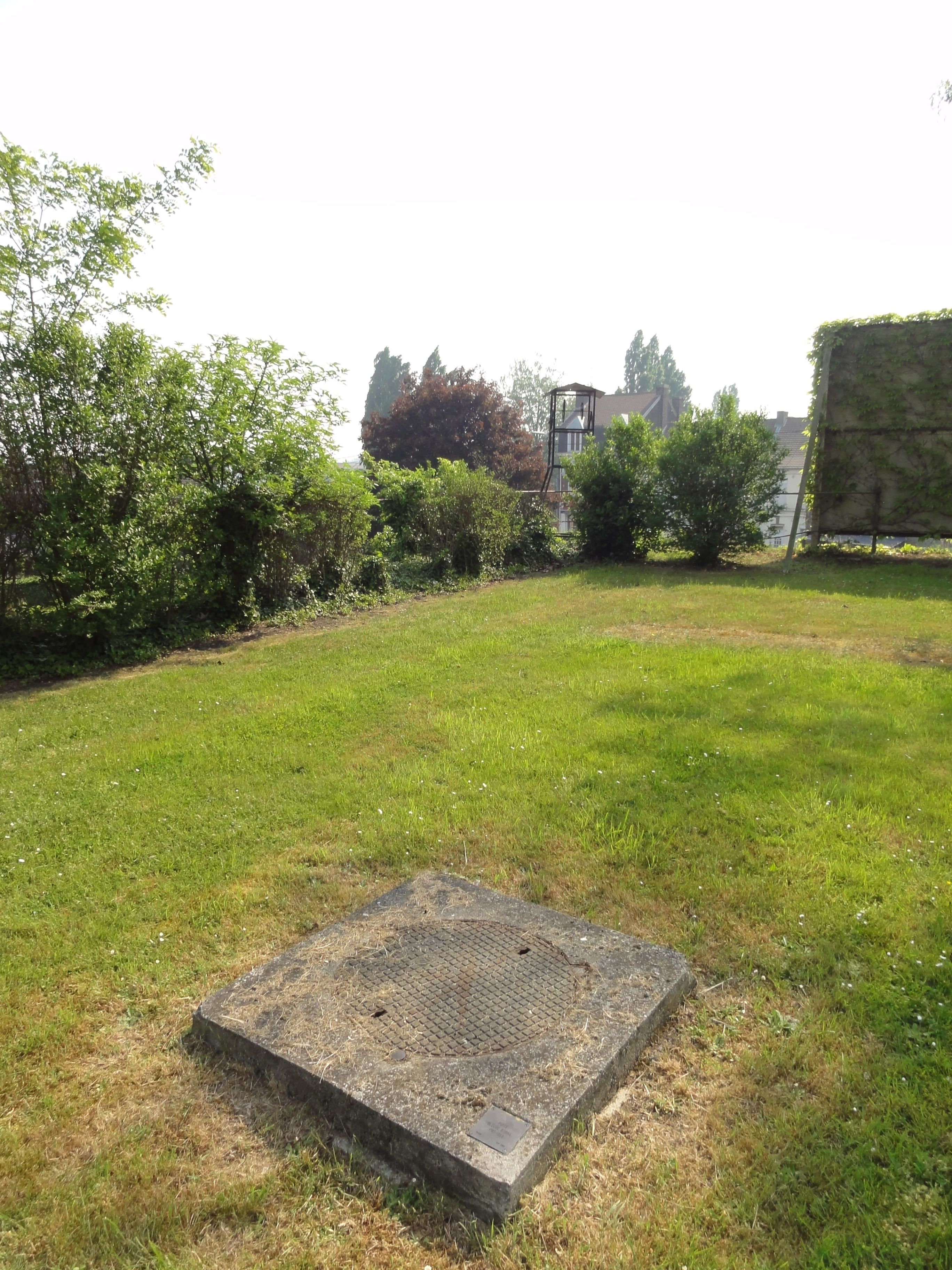
Le puits dans son environnement.
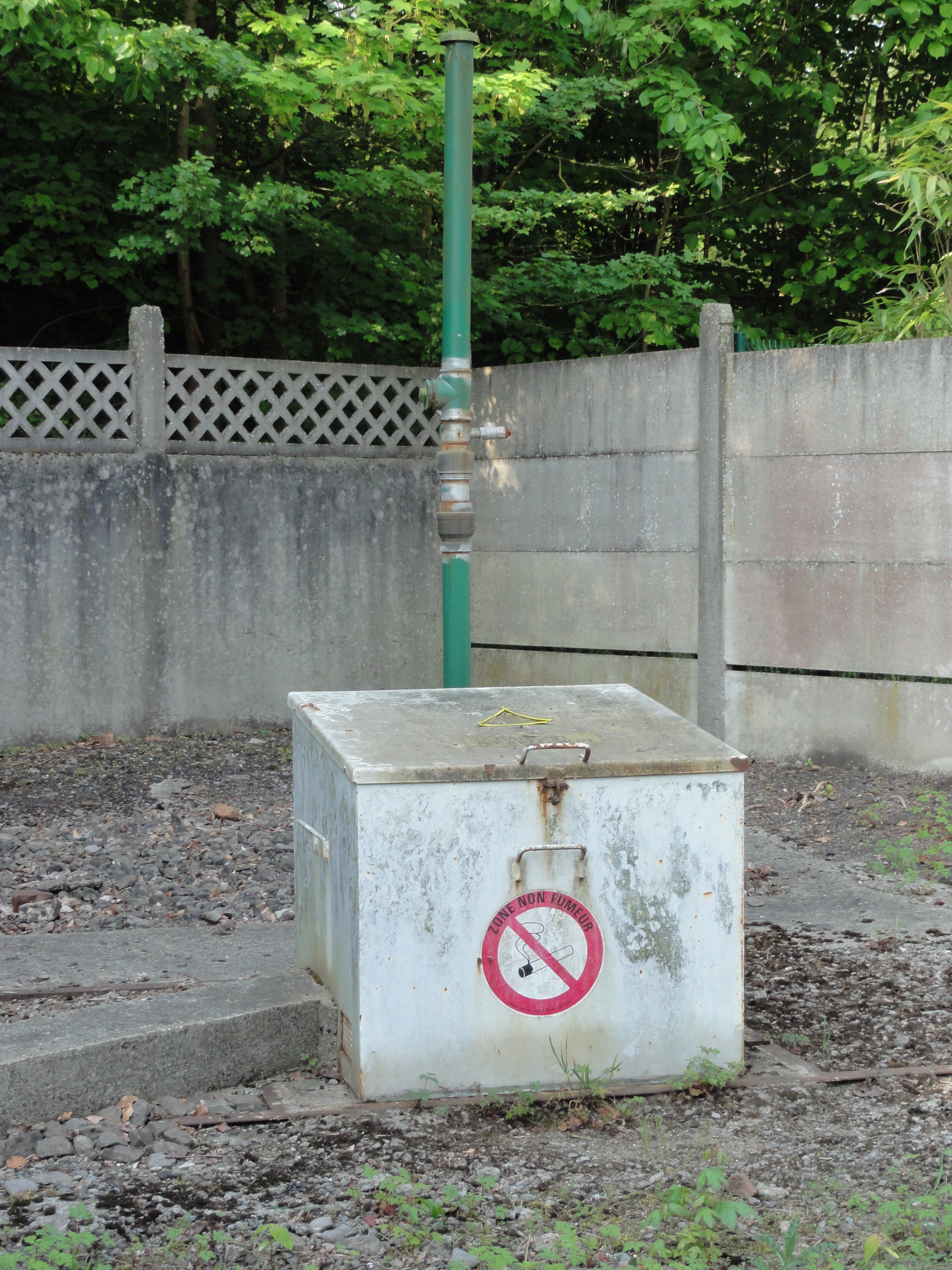
Le sondage de décompression.
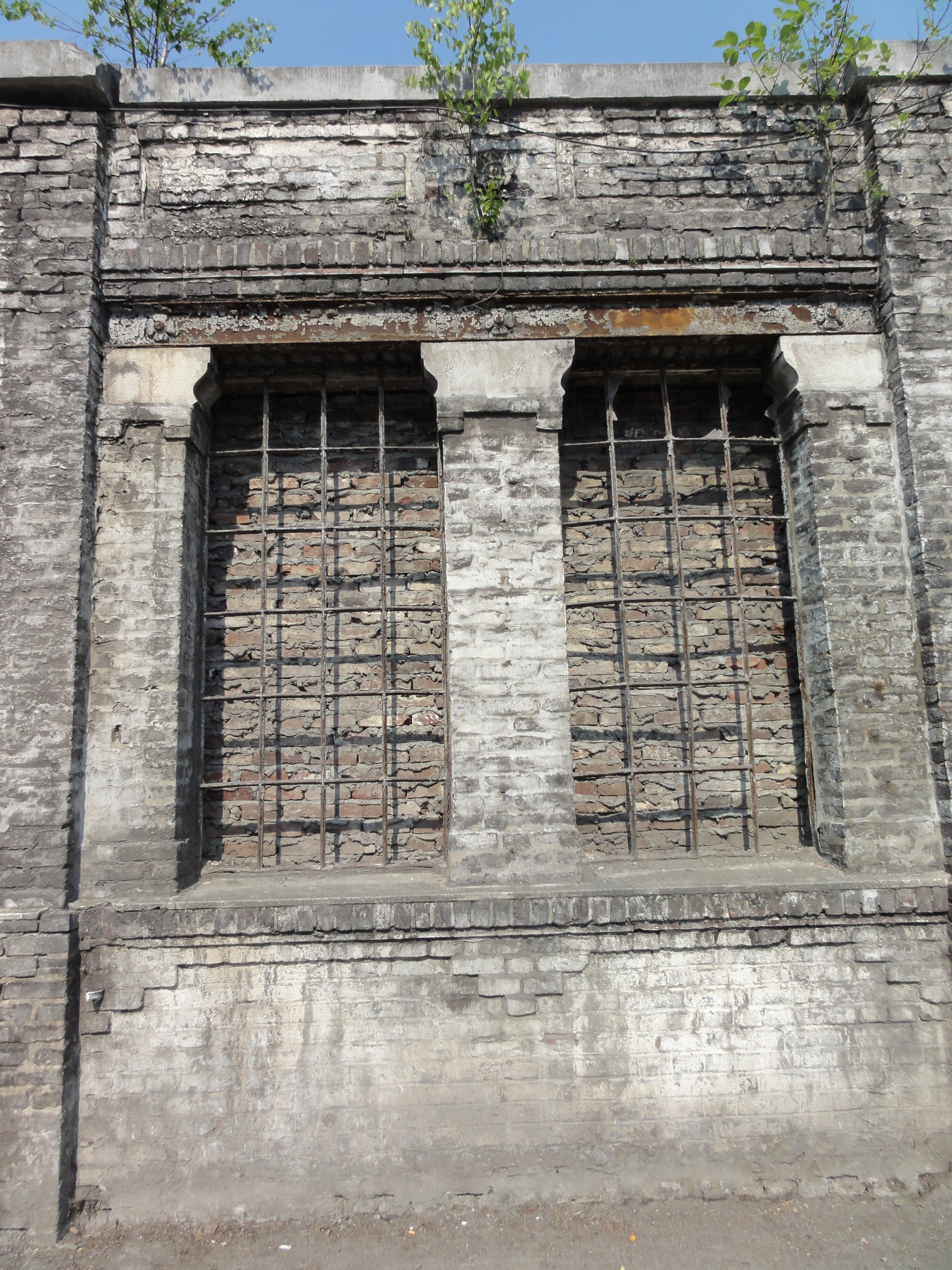
Le mur du bâtiment de la machine d'extraction.
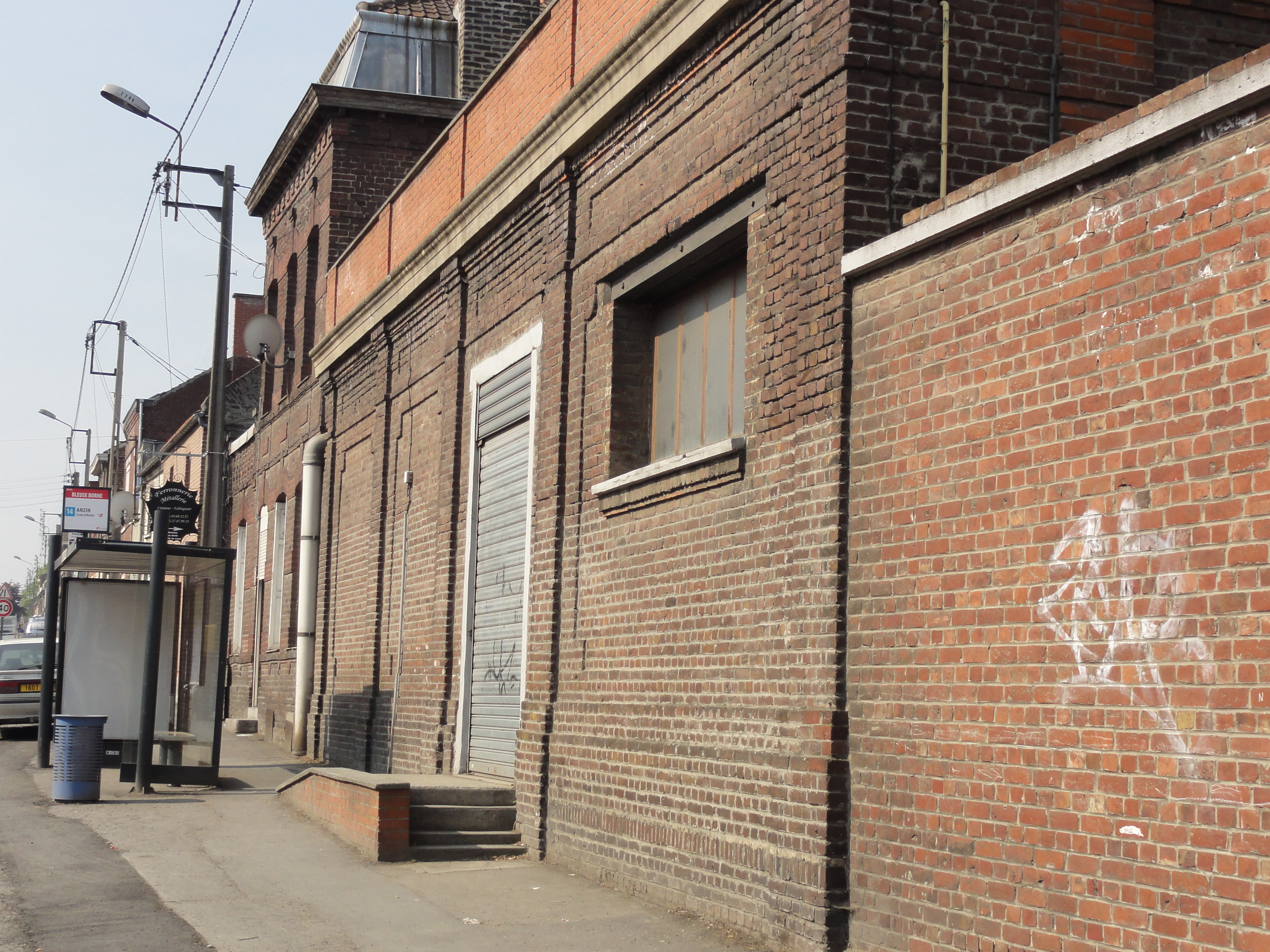
Le mur des bains-douches.
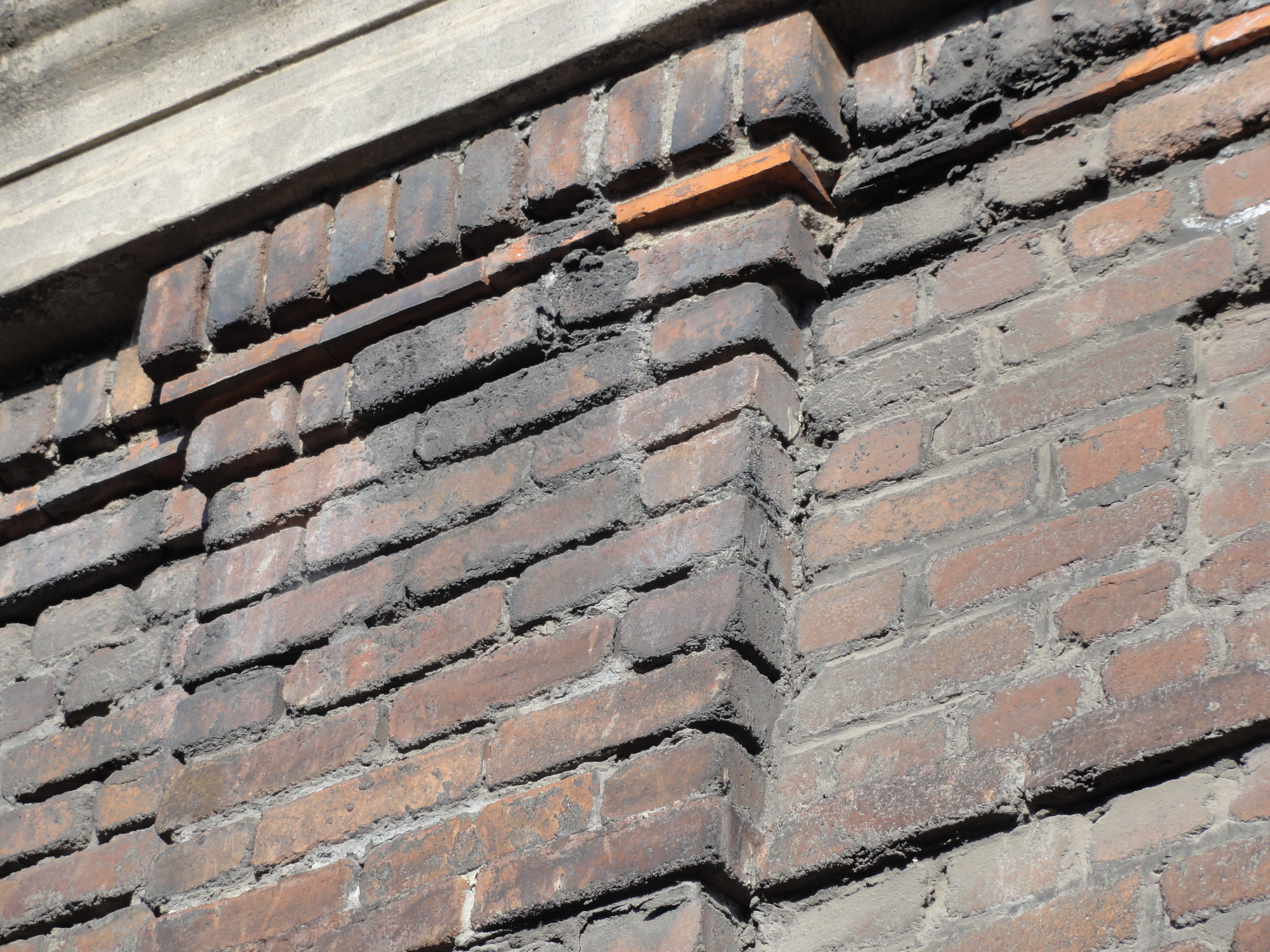
Détail d'un mur.

## Les terrils

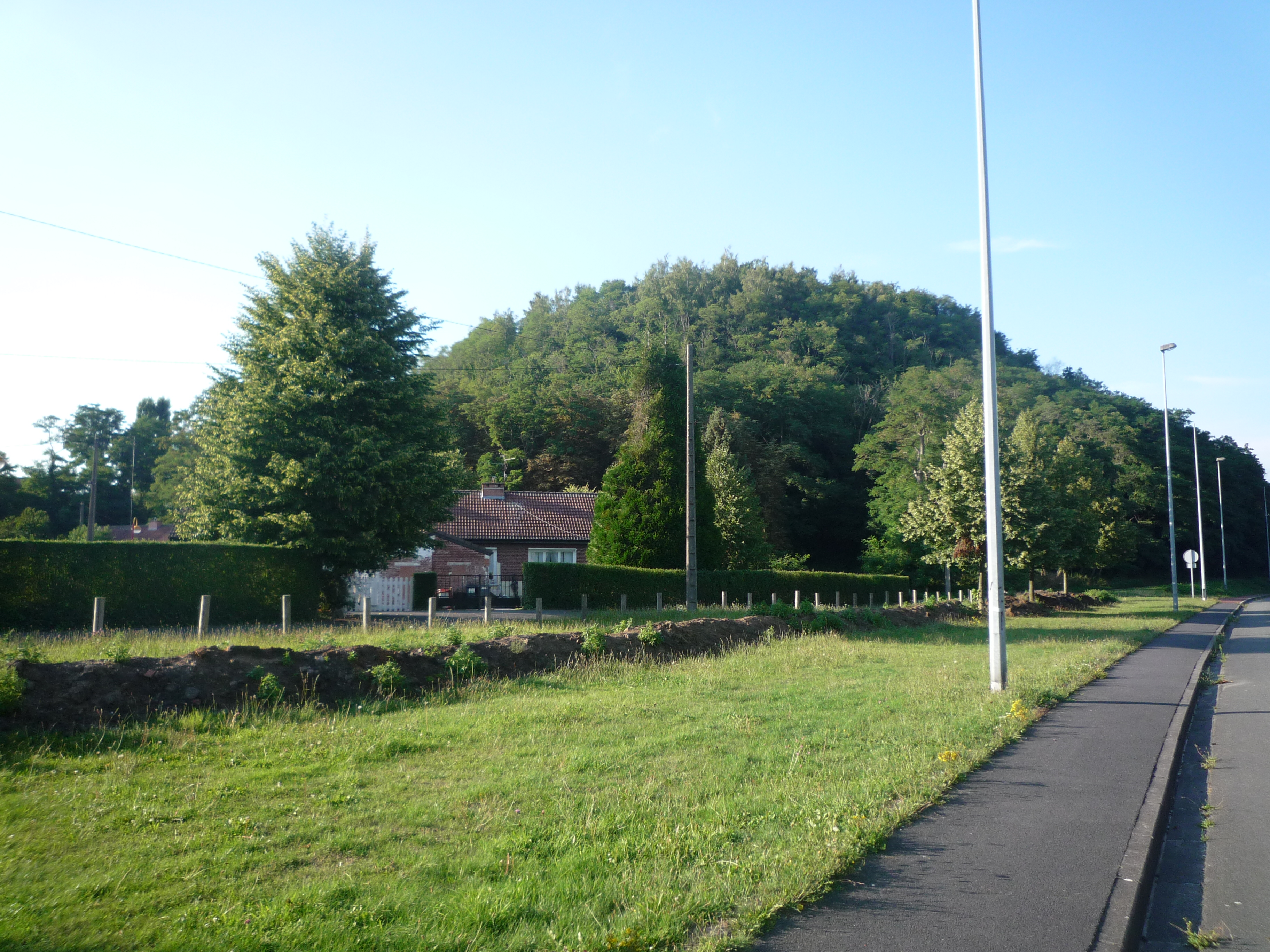
Trois des quatre terrils de la Bleuse Borne.

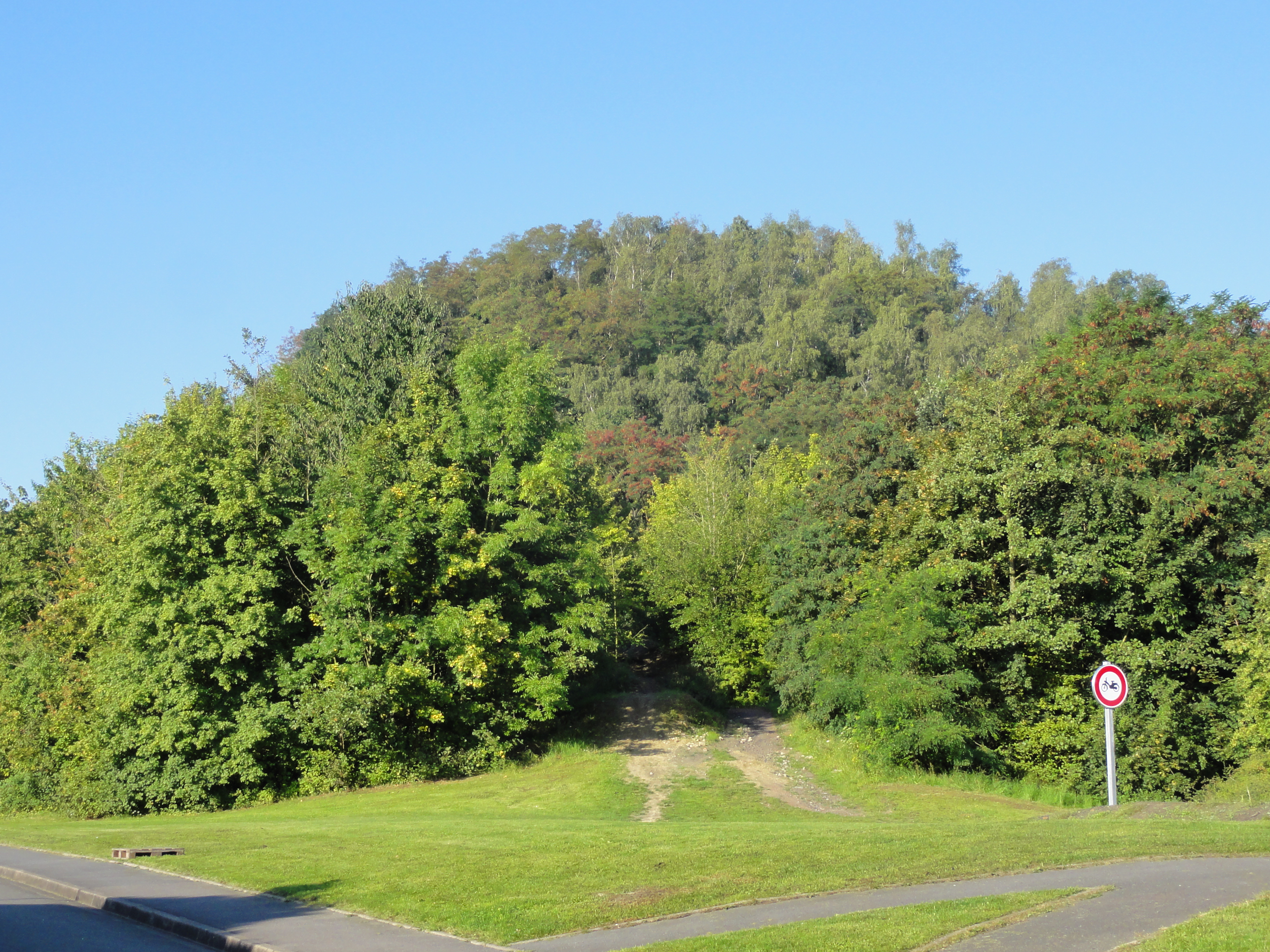
Une autre vue des terrils nos 189.

Quatre terrils résultent de l'exploitation de la fosse. Les terrils nos 189A et 189B font partie des 353 éléments répartis sur 109 sites qui ont été classés le 30 juin 2012 au patrimoine mondial de l'Unesco. Ils constituent une partie du site no 10.

### Terrilno189, Bleuse Borne plat
50° 22′ 51″ N, 3° 31′ 01″ E
Le terril no 189, situé à Anzin, est avec les terrils nos 189A, 189B et 218, un des quatre terrils de la fosse de la Bleuse Borne des mines d'Anzin. Plat, il est considéré comme disparu, puisque la Groupe de Valenciennes y a construit les habitations de la cité du Moulin, mais le terril est toujours de facto présent, puisque les habitations ont été construites par-dessus, sans que celui-ci n'ait été exploité. Il s'agit du terril le plus ancien, puisqu'il est plat. Cet ensemble de trois terrils est indissociable.

### Terrilno189A, Bleuse Borne gros cône
50° 22′ 49″ N, 3° 30′ 57″ E
Le terril no 189A, situé à Anzin, est le terril conique le plus haut de la fosse Bleuse Borne. Il est entièrement boisé.

### Terrilno189B, Bleuse Borne petit cône
50° 22′ 53″ N, 3° 30′ 55″ E
Le terril no 189B, situé à Anzin, est le terril conique le moins haut de la fosse Bleuse Borne. Entièrement boisé, il est situé au nord du gros cône.

### Terrilno218, Bleuse Borne Mine Image

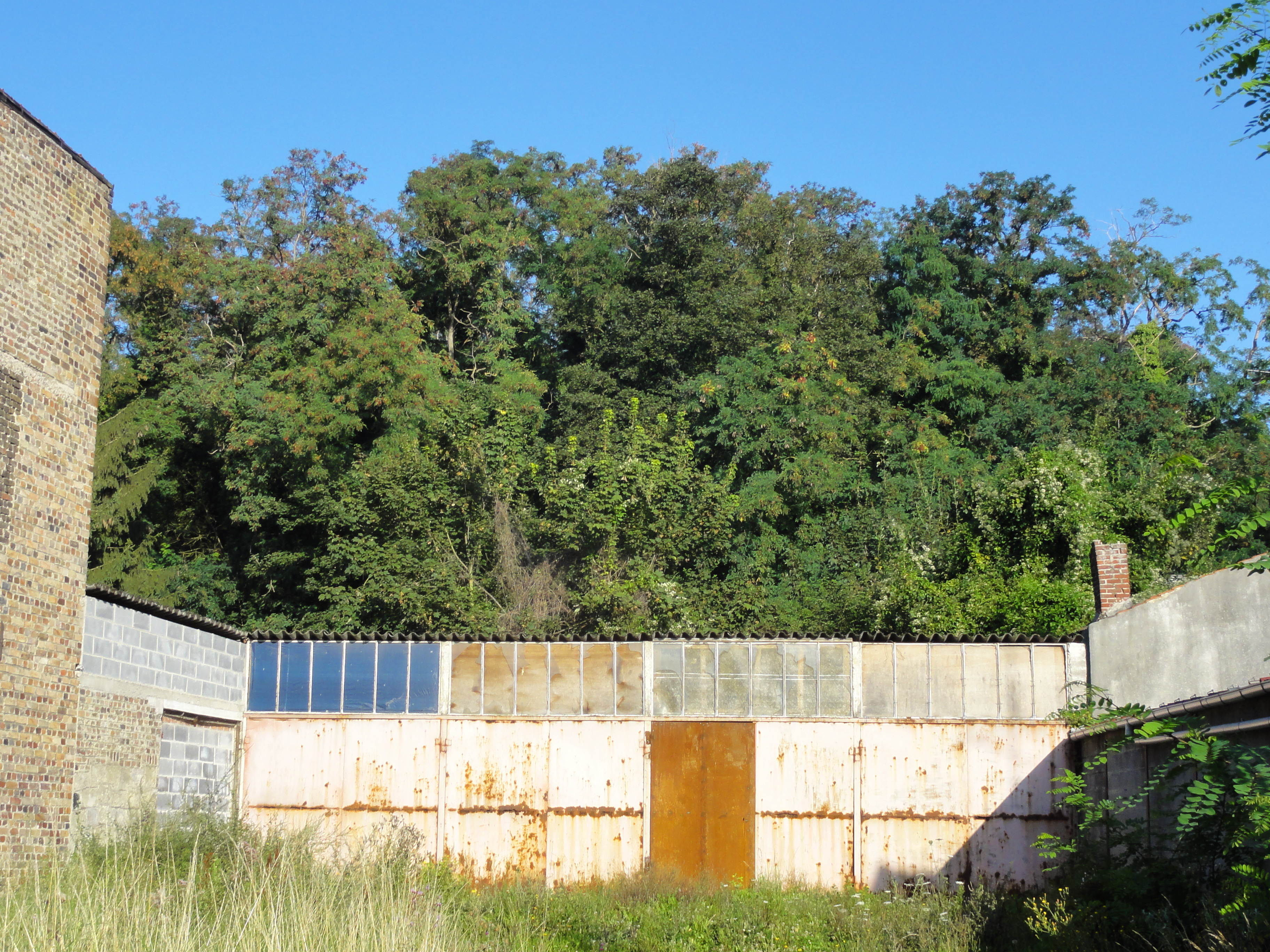
Le terril Bleuse Borne Mine Image.

50° 22′ 46″ N, 3° 31′ 05″ E
Le terril no 218, situé à Anzin, est un des quatre terrils de la fosse Bleuse Borne. Il s'agit d'un terril conique, entièrement boisé, situé juste au sud de carreau de fosse. Les trois autres terrils, nos 189, 189A et 189B, sont situés à l'ouest, de l'autre côté de l'ancienne ligne Somain - Péruwelz.

## Les cités
De vastes cités ont été bâties à proximité de la fosse. La cité pavillonnaire du Mont de la Veine et la cité moderne du Moulin font partie des 353 éléments répartis sur 109 sites qui ont été classés le 30 juin 2012 au patrimoine mondial de l'Unesco. Elles constituent l'autre partie site no 10.

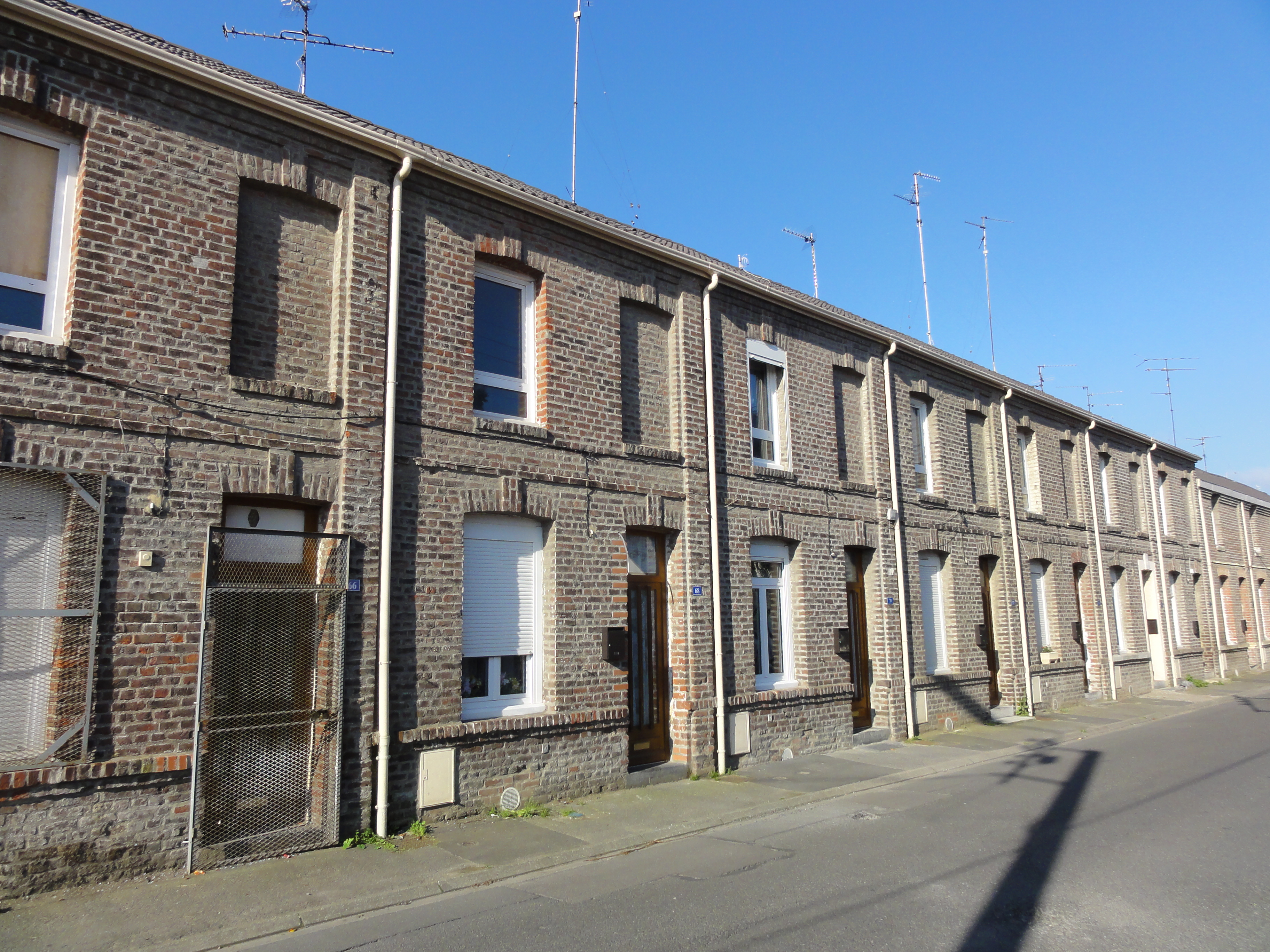
Un coron.
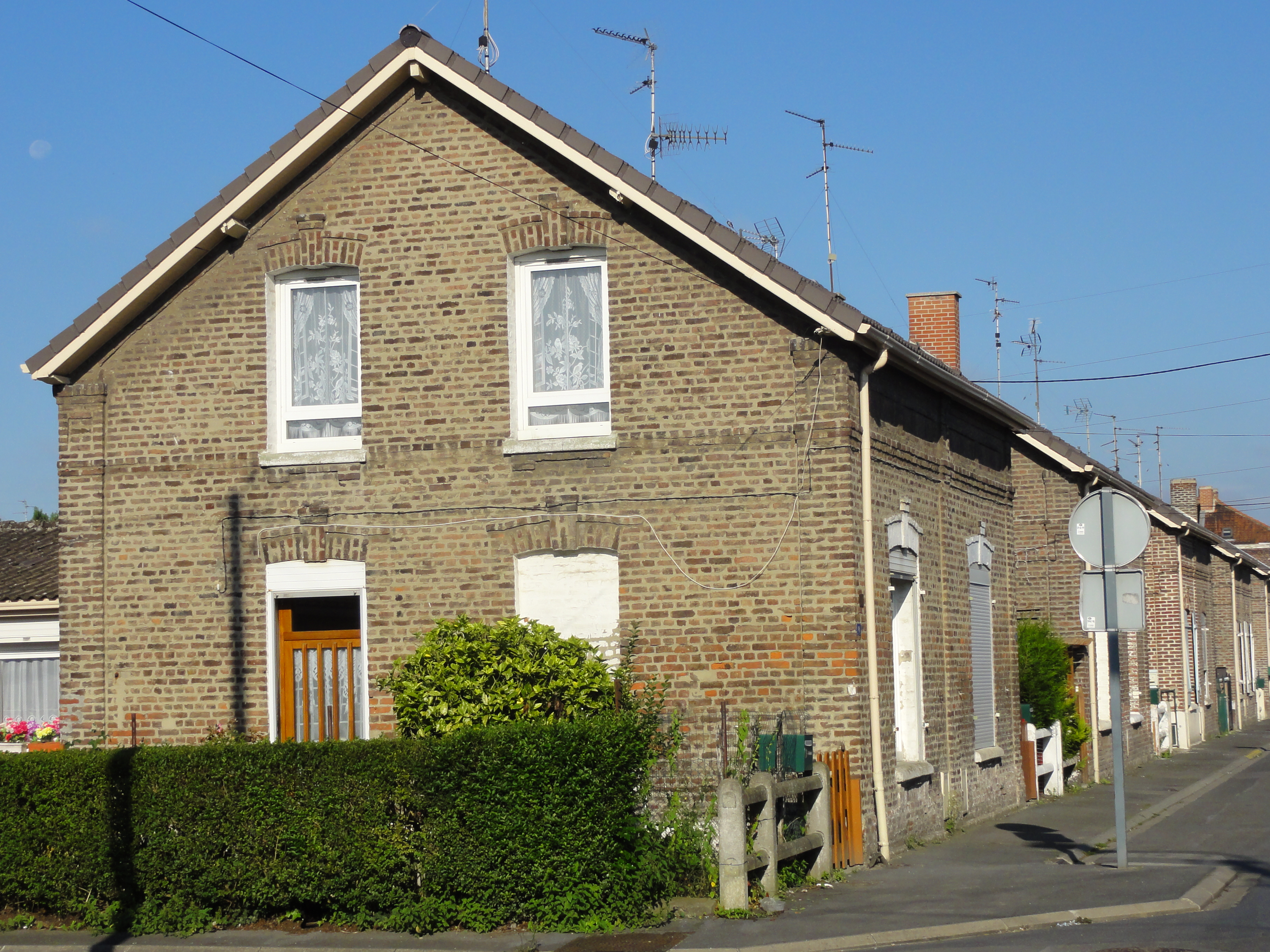
Des habitations groupées par deux.
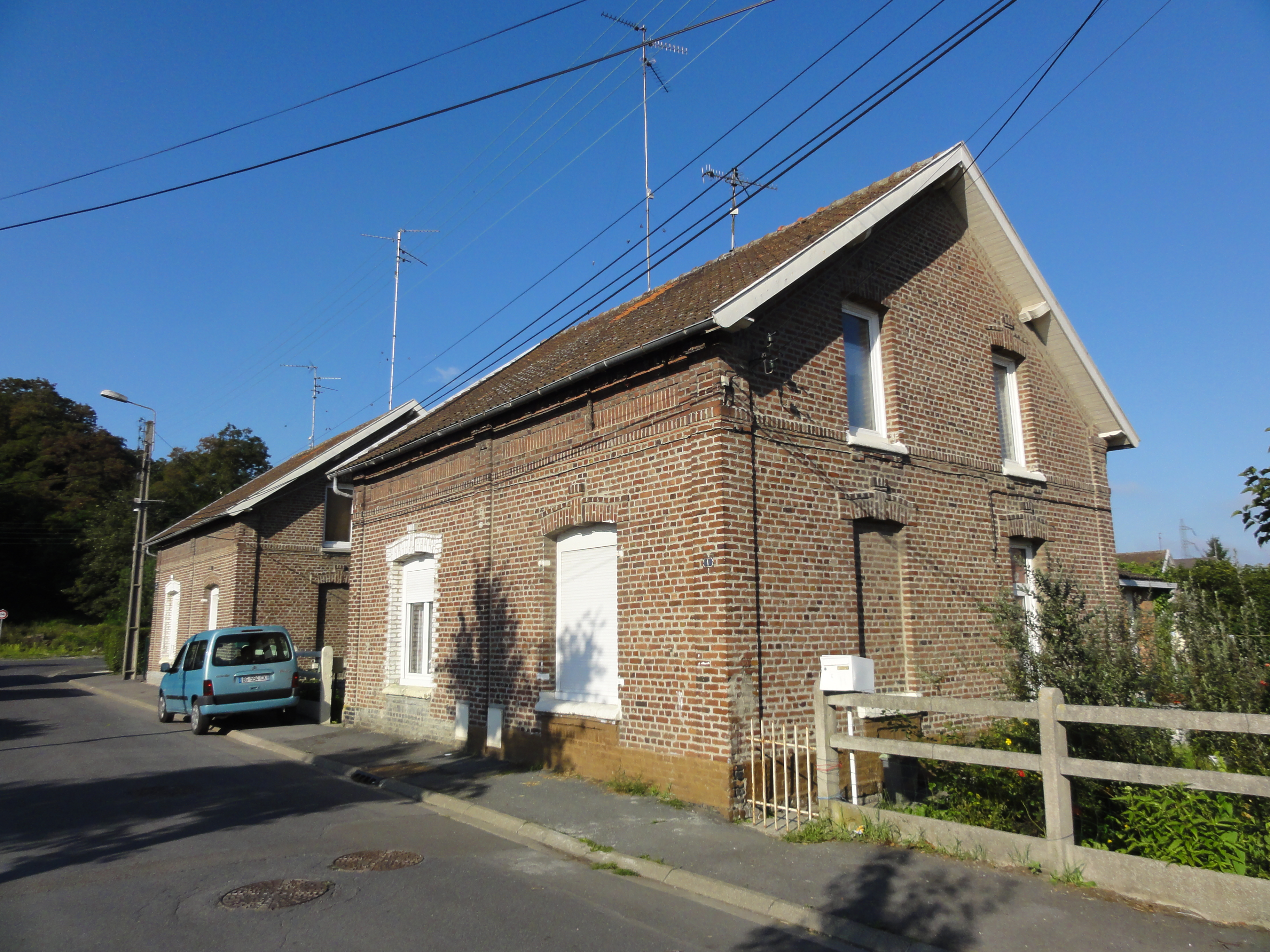
Des habitations groupées par deux.
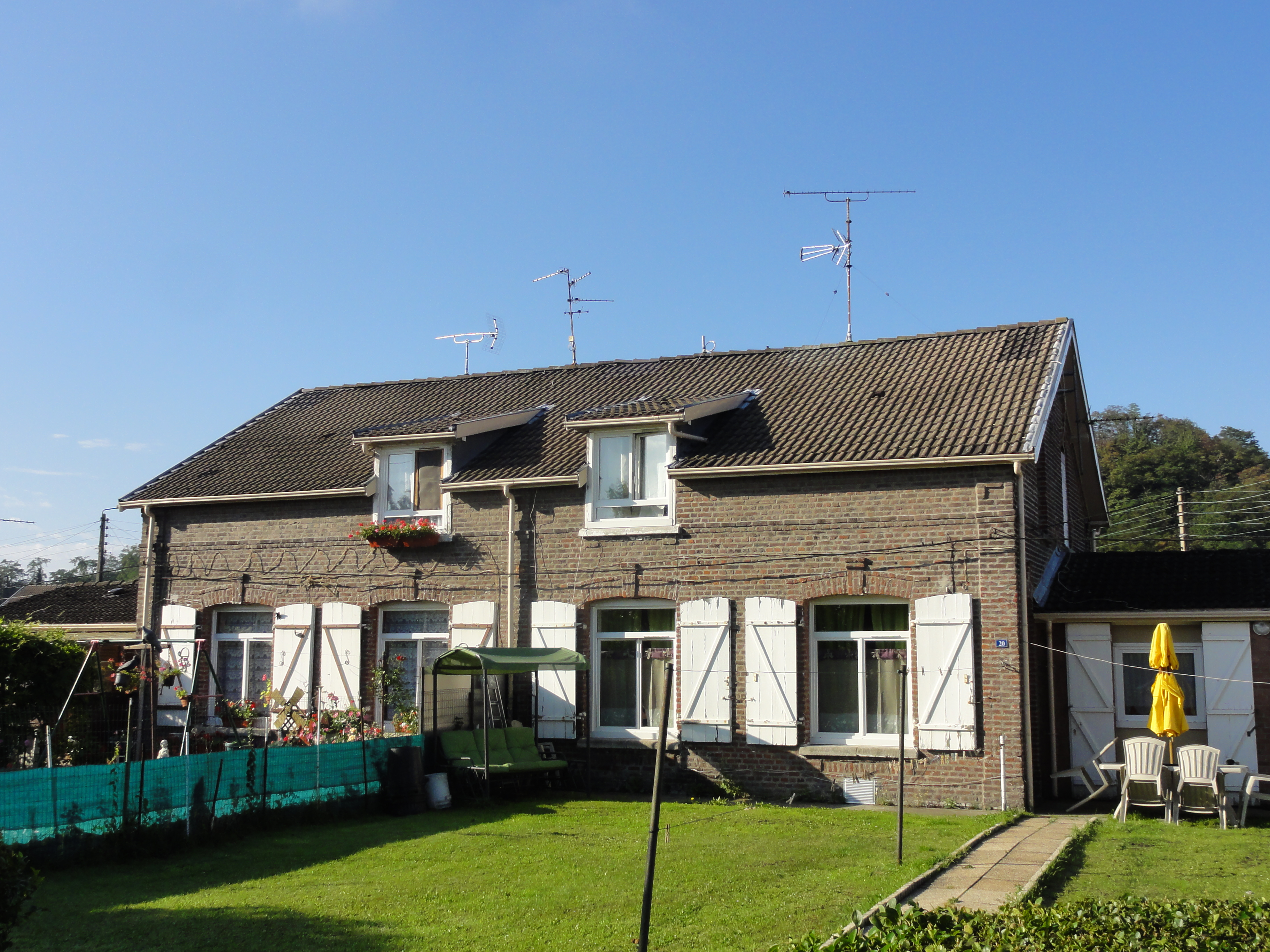
Des habitations groupées par deux.
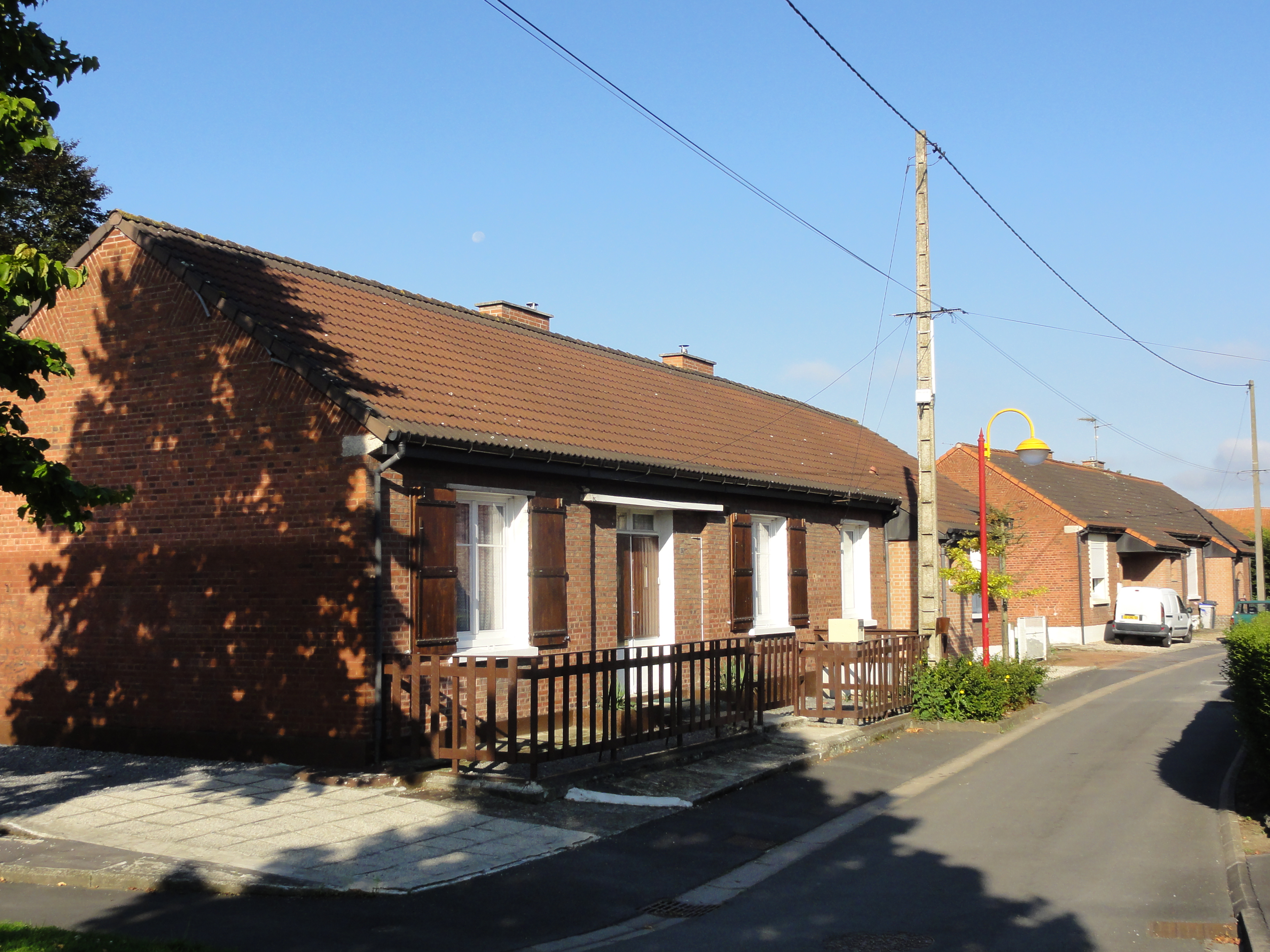
Des habitations post-Nationalisation groupées par deux.
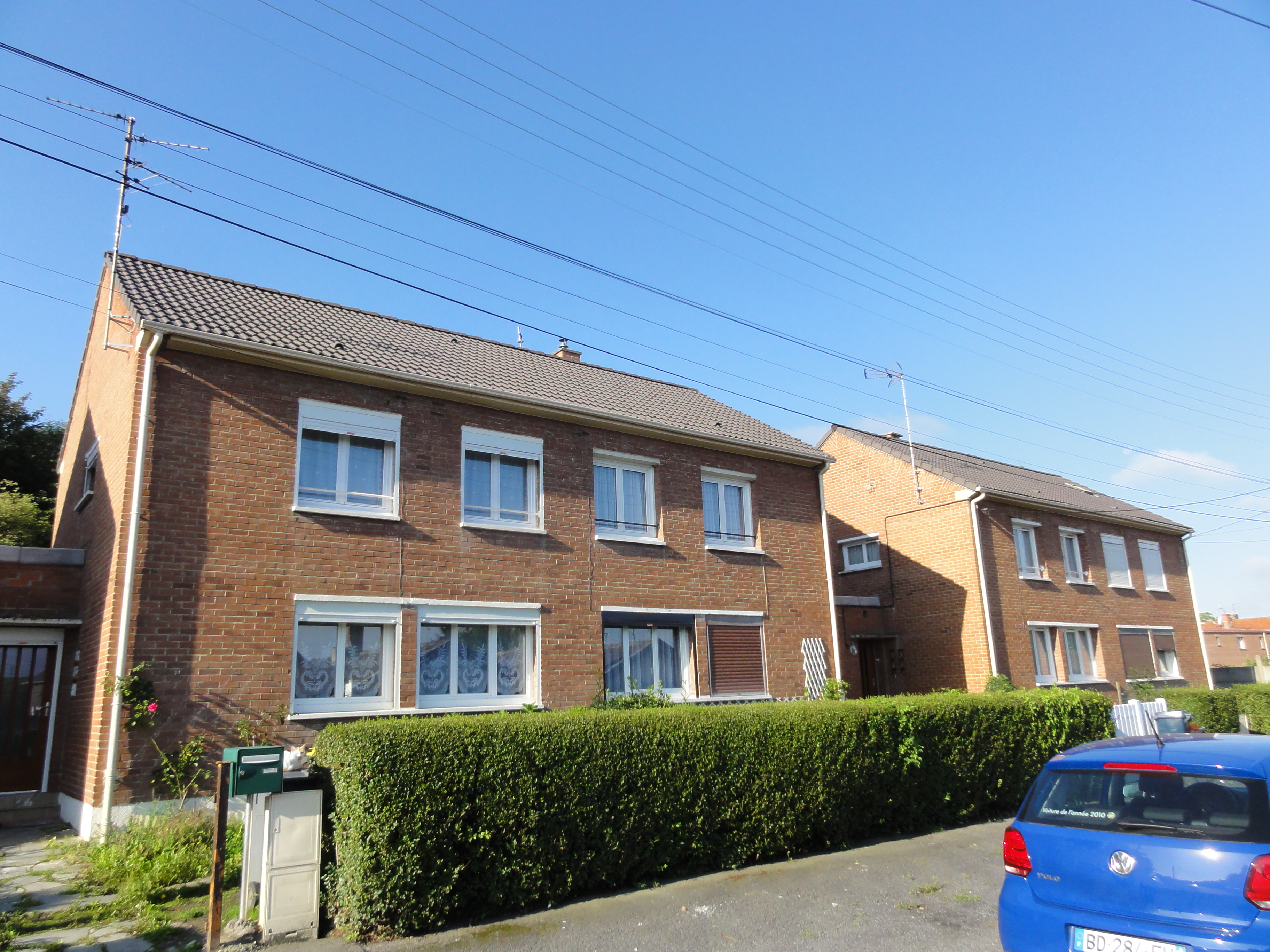
Des habitations post-Nationalisation groupées par deux.